# Donne con la faccia da maiale

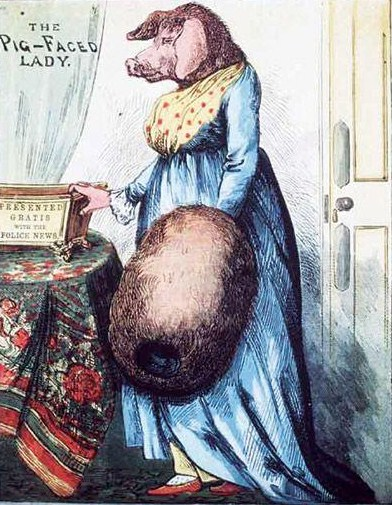
Una stampa del 1882 di una donna con la faccia da maiale, da The Illustrated Police News

Le donne con la faccia da maiale sono protagoniste di leggende che nacquero più o meno contemporaneamente in Olanda, in Inghilterra e in Francia intorno alla fine del 1630, diventando successivamente popolari anche in Irlanda.
Tali donne sono descritte come donne benestanti con un corpo di normale aspetto umano e con il volto di un maiale.
Nelle leggende più antiche, l'aspetto porcino della donna è il risultato di una stregoneria. Secondo tali leggende, dopo il giorno delle nozze, al nuovo marito della donna con la faccia da maiale viene concessa la possibilità di scegliere se farla apparire bella a lui ma porcina agli altri, oppure porcina a lui e bella agli altri. Quando il marito le dice che la scelta spetta a lei, l'incantesimo si spezza e il suo aspetto porcino svanisce.
Gli elementi magici scomparvero gradualmente dalla storia e l'esistenza delle donne con la faccia da maiale iniziò a essere considerata un fatto reale. La storia si diffuse particolarmente a Dublino all'inizio del XIX secolo, dove si diffuse la credenza che la filantropa del XVIII secolo Griselda Steevens si teneva nascosta alla vista perché aveva la faccia di un maiale. Tra la fine del 1814 e l'inizio del 1815, a Londra si diffuse la voce che una donna con la faccia di un maiale vivesse a Marylebone. La sua esistenza fu ampiamente riportata come un fatto reale e furono pubblicati numerosi presunti ritratti della donna. Essendosi diffusa la credenza delle donne con la faccia di un maiale, i mercanti esposero "donne con la faccia di un maiale" vive alle fiere. Si presume che questo non fossero donne vere, bensì orsi rasati e vestiti con abiti femminili.
Nel 1861 Charles Dickens commentò i racconti delle donne dalla faccia di maiale asserendo: «In ogni epoca, suppongo, c'è stata una donna con la faccia da maiale».
Tra la fine del XIX e l'inizio del XX secolo, le credenze delle donne con la faccia di un maiale furono abbandonate e l'ultimo testo significativo che ne sostenesse l'esistenza fu pubblicata nel 1924.

## Elementi comuni
Sebbene i racconti di donne con la faccia da maiale cambiassero nei dettagli, avevano la stessa struttura di base. In tali racconti, una nobildonna incinta viene avvicinata da un mendicante e dai suoi figli, che lei congeda, paragonando i figli del mendicante a dei maiali. Il mendicante maledice la nobildonna incinta e, alla nascita del figlio, nasce una bambina, sana e perfettamente formata sotto ogni aspetto, tranne che per la faccia da maiale.
La bambina cresce sana, ma presenta alcuni comportamenti tipici dei maiali, come mangiare da una mangiatoia d'argento e parlare solo grugnendo o con un suono grugnito. Figlia unica dei suoi genitori, eredita una grande fortuna, ma i suoi sono preoccupati per la sua sorte dopo la loro morte, per cui si accordano per trovare un uomo disposto a sposarla oppure usano la loro fortuna per finanziare un ospedale, a condizione che l'ospedale si prenda cura di lei per il resto della sua vita.

## Origini dei racconti
Sebbene precedenti racconti di esseri umani con sembianze animali siano comuni, prima del XVII secolo non si registrano in Europa racconti di esseri umani con volti di maiale. Le prime versioni della storia della donna con la faccia di maiale sembrano aver avuto origine più o meno contemporaneamente in Inghilterra, Olanda e Francia, e essersi diffuse in Inghilterra alla fine del 1639. Un articolo del 1904 sulla rivista Volkskunde dello storico e antiquario olandese Gerrit Jacob Boekenoogen fa risalire le prime forme della leggenda al 1638 o 1639. Un articolo del 1829 sul Quarterly Journal of Science, Literature, and the Arts afferma che la leggenda circolava a Parigi già nel 1595, ma non offre dettagli o prove a sostegno.
La più antica versione sopravvissuta della leggenda è una stampa olandese che racconta di una donna di Amsterdam di nome Jacamijntjen Jacobs. Secondo tale leggenda, nel 1621 Jacobs, mentre era incinta, fu avvicinata da una mendicante accompagnata da tre bambini, che le chiese un aiuto economico dicendo che i suoi figli stavano morendo di fame. Jacobs disse alla mendicante: "Porta via i tuoi sporchi maiali, non ti darò nulla". La donna rispose: "Sono maiali questi miei figli? Che Dio ti dia maiali come quelli che ho qui!". La figlia di Jacobs nacque quindi con la testa e il volto di un maiale, si cibava da una mangiatoia e parlava con voce grugnita.
Bondeson nel 2006 ipotizza che il mito della donna con il volto di maiale abbia avuto origine dalla fusione di due storie precedenti: la leggenda medievale olandese di Margherita di Henneberg narra di una ricca nobildonna che, avendo respinto un mendicante con due gemelli, viene punita dando alla luce 365 figli, mentre in un racconto popolare francese simile, la nobildonna in questione descrive i figli del mendicante come "maialini" e in seguito partorisce una cucciolata di nove maialini.
Un'altra teoria sull'origine della leggenda fu proposta da Robert Chambers nel 1864; secondo tale teoria, all'inizio del XVII secolo nacque una bambina con deformità facciali simili a quelle di un maiale e un difetto di linguaggio che la faceva grugnire. La scienza della teratologia (lo studio dei difetti congeniti e delle anomalie fisiologiche) era allora ai suoi albori, e la teoria dell'impressione materna (secondo cui i pensieri di una donna incinta potevano influenzare il futuro aspetto dei suoi figli) era ampiamente accettata. È possibile che la nascita di una bambina deforme abbia portato alla storia della mendicante come possibile spiegazione del suo aspetto, mentre altri elementi della storia potrebbero essere aggiunte o distorsioni successive da parte degli editori. Chambers ipotizza che la bambina potesse avere un aspetto simile a Julia Pastrana, una donna con ipertricosi e tratti del viso distorti (sebbene non simili a quelli di un maiale), che fu ampiamente esposta in Europa e Nord America fino alla sua morte nel 1860, e poi imbalsamata. Sebbene sia documentato un feto morto del 1952 con un viso simile a un maiale, non ci sono documentazioni affidabili di casi in cui bambine con tali deformità siano sopravvissute dopo il parto, al contrario di quanto riportano tutte le versioni della leggenda delle donne con il viso di maiale, che le descrivono come adulte sane.

## Tannakin Skinker

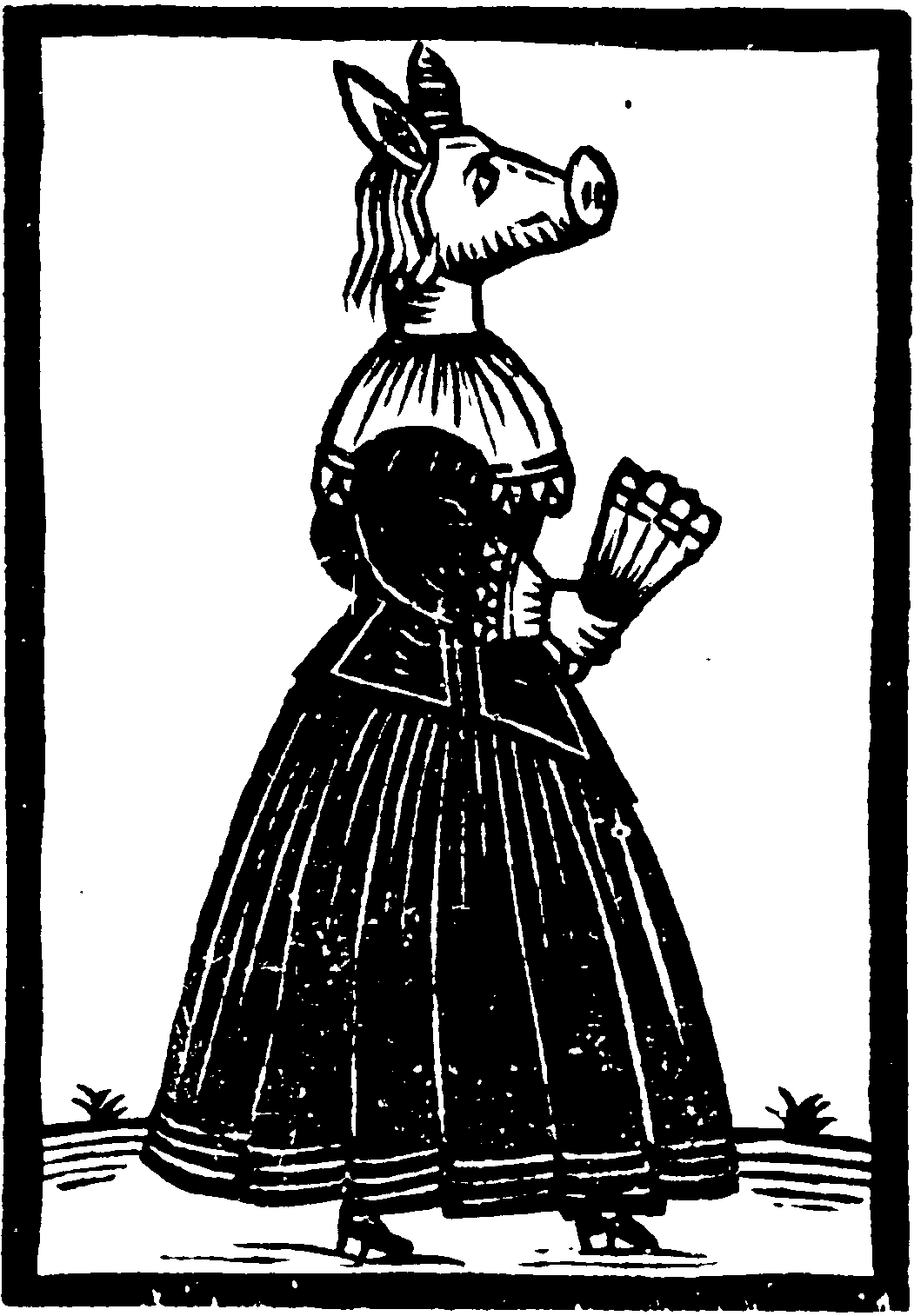
Illustrazione di Tannakin Skinker, tratta da A Monstrous Shape, or a Shapelesse Monster (1640)

Il primo riferimento documentato in Inghilterra sulla leggenda delle donne con la faccia di maiale si trova nella favola di Tannakin Skinker, una variante del XVII secolo del racconto della Loathly lady (donna ripugnante), in particolare di The Wife of Bath's Tale e The Marriage of Sir Gawain. Il racconto di Skinker è generalmente considerato il predecessore dei successivi racconti inglesi di donne con la faccia di maiale. Tra il 4 e l'11 dicembre 1639, cinque ballate su Skinker furono pubblicate a Londra, tutte oggi perdute. La prima testimonianza sopravvissuta della storia di Tannakin Skinker è quella riportata nel libretto del 1640 A Certaine Relation of the Hog-faced Gentlewoman called Mistris Tannakin Skinker.

## Griselda Steevens
Griselda Steevens (1653 – 18 marzo 1746) era la sorella gemella di Richard Steevens (1653–1710), un medico di Dublino. Il dottor Steevens morì nel 1710, lasciando in eredità a Griselda un patrimonio con un reddito di 606 sterline (equivalenti a 100.000 sterline nel 2023) all'anno. Una clausola nel testamento del dottor Steevens stabiliva che, alla morte di Griselda, il reddito sarebbe stato utilizzato per costruire un ospedale per i poveri di Dublino.

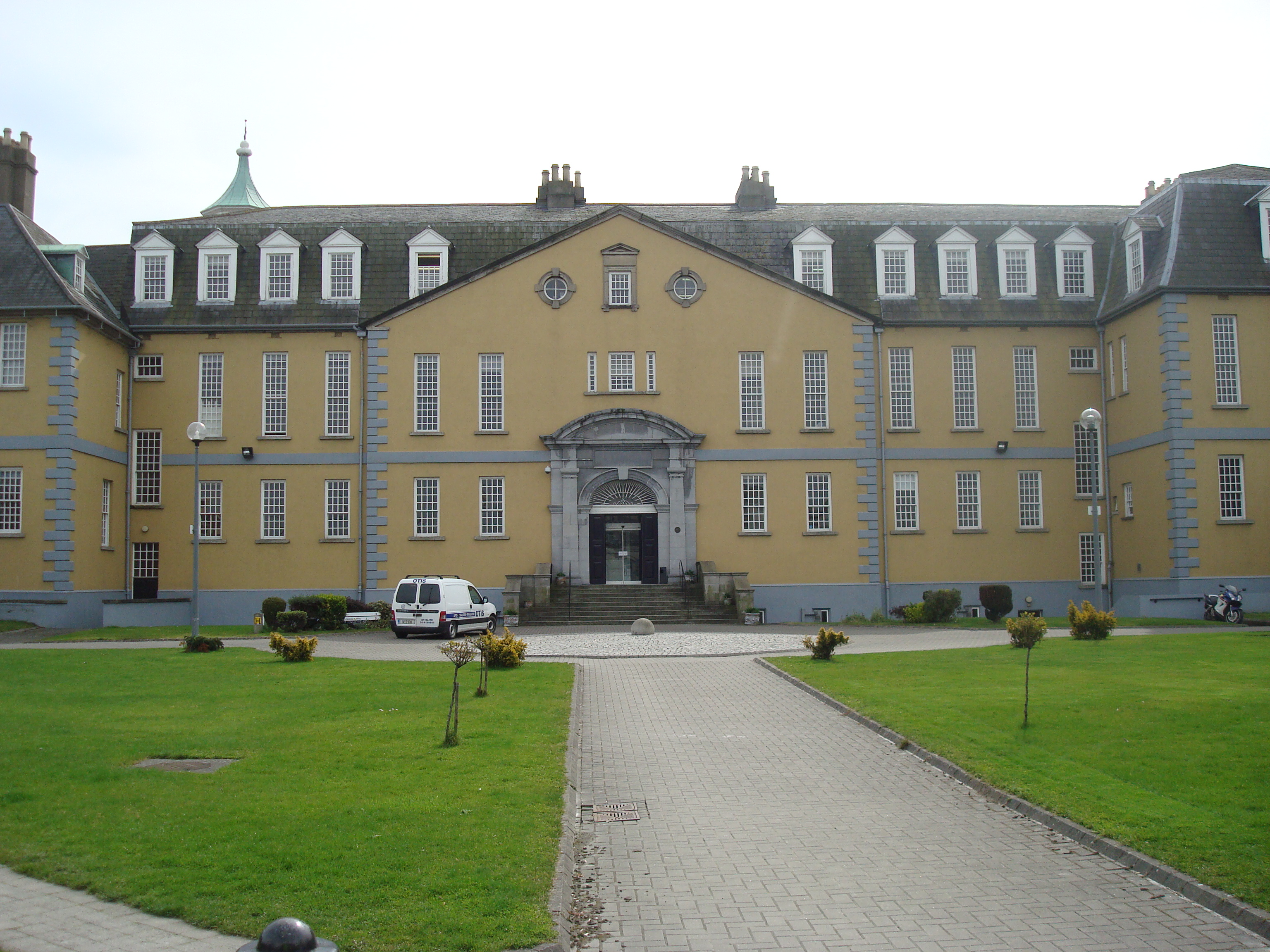
L'ospedale del dottor Steevens, a Dublino.

Sebbene i termini del testamento del dottor Steevens prevedessero che i lavori all'ospedale non sarebbero iniziati prima della morte di Griselda Steevens, quest'ultima decise di iniziare i lavori nel 1720. Riservandosi solo 120 sterline all'anno per uso personale, utilizzò i fondi rimanenti per acquistare un appezzamento di terreno vicino a Kilmainham e per costruire il nuovo ospedale, con l'unica condizione che le venisse concesso un appartamento nell'edificio. Da giovane, Griselda soffriva di un disturbo agli occhi e da allora indossava il velo quando era esposta al sole. Timida e riservata, mentre svolgeva le sue opere di beneficenza nei bassifondi di Dublino, rimaneva nella sua carrozza mentre i domestici distribuivano l'elemosina ai poveri. Nel 1723, oltre agli appartamenti di Griselda, era stata completata una parte dell'ospedale, sufficiente a ospitare 40 pazienti. La parte rimanente dell'ospedale, con spazio per 200 pazienti, fu inaugurata nel 1733. Griselda visse nell'ospedale dal 1723 fino alla sua morte.
A un certo punto, a Dublino si diffuse la credenza che Griselda Steevens avesse la faccia di un maiale. Non è chiaro quando la voce ebbe origine. Robert Chambers e Desmond Guinness (fondatore della Irish Georgian Society) sostengono che la voce circolasse già quando lei era in vita.